# Cărpiniș, Hunedoara
Cărpiniș este un sat ce aparține orașului Simeria din județul Hunedoara, Transilvania, România.

## Imagini

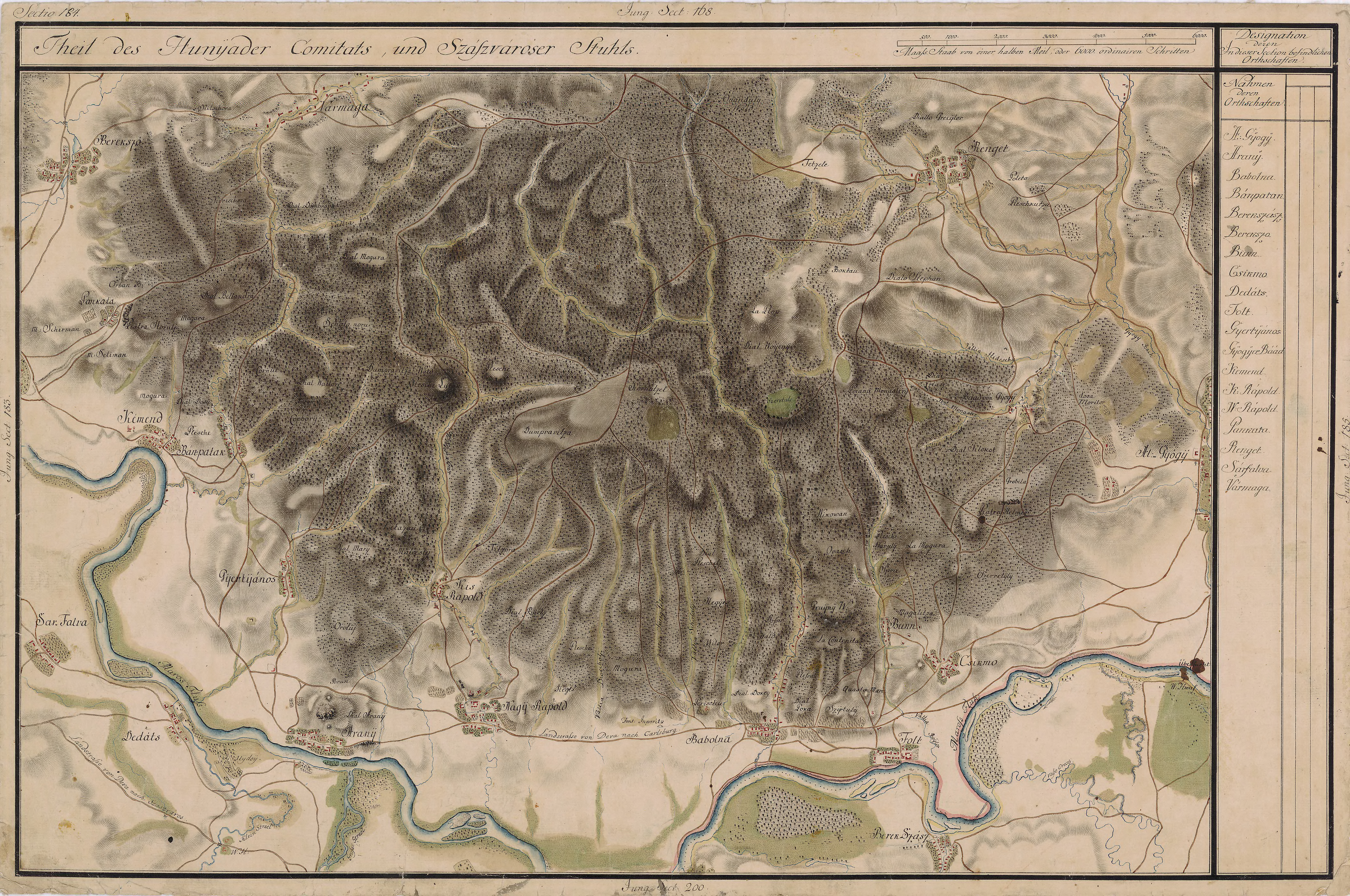
Cărpiniș în Harta Iosefină a Transilvaniei, 1769-1773
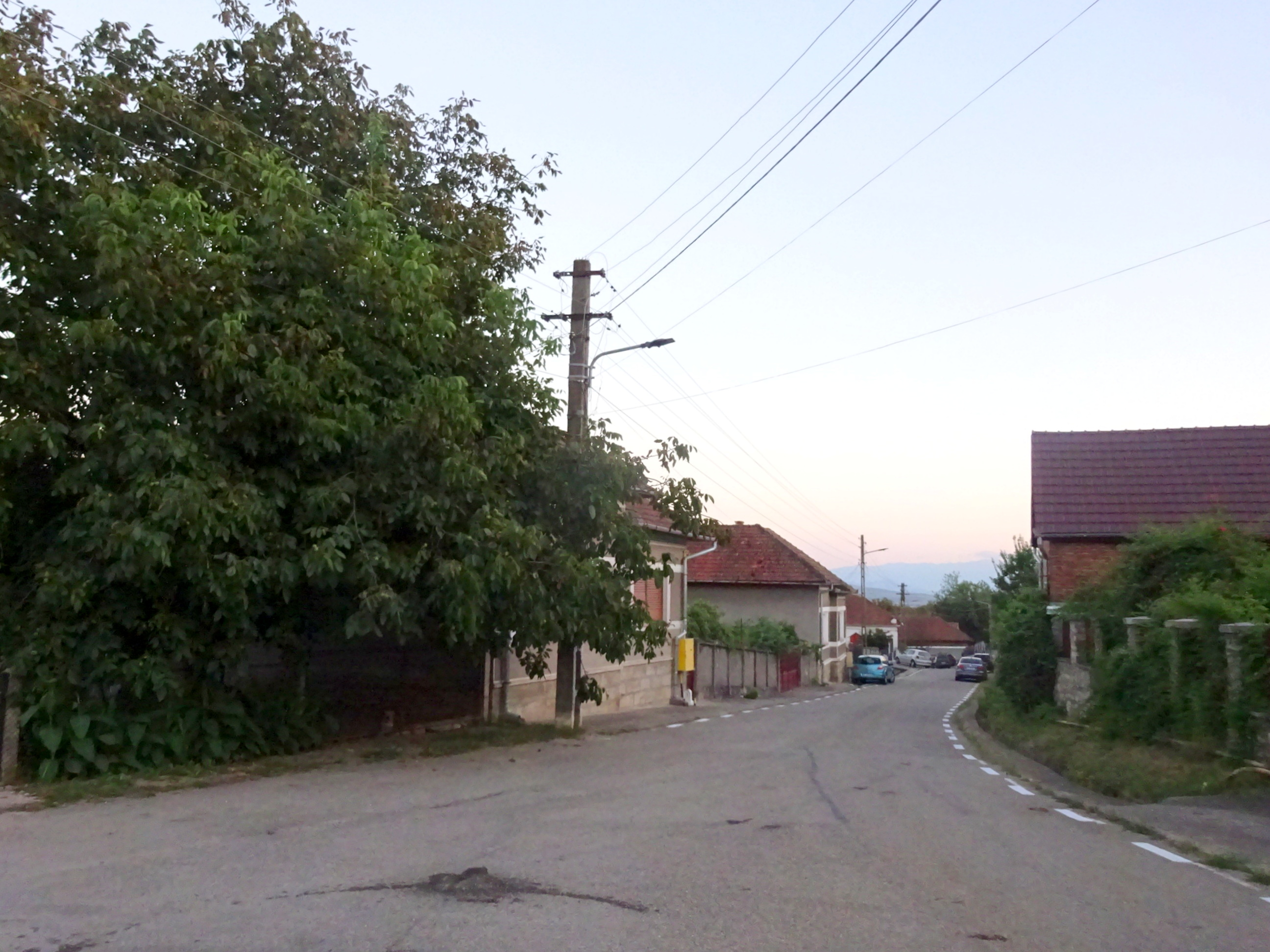
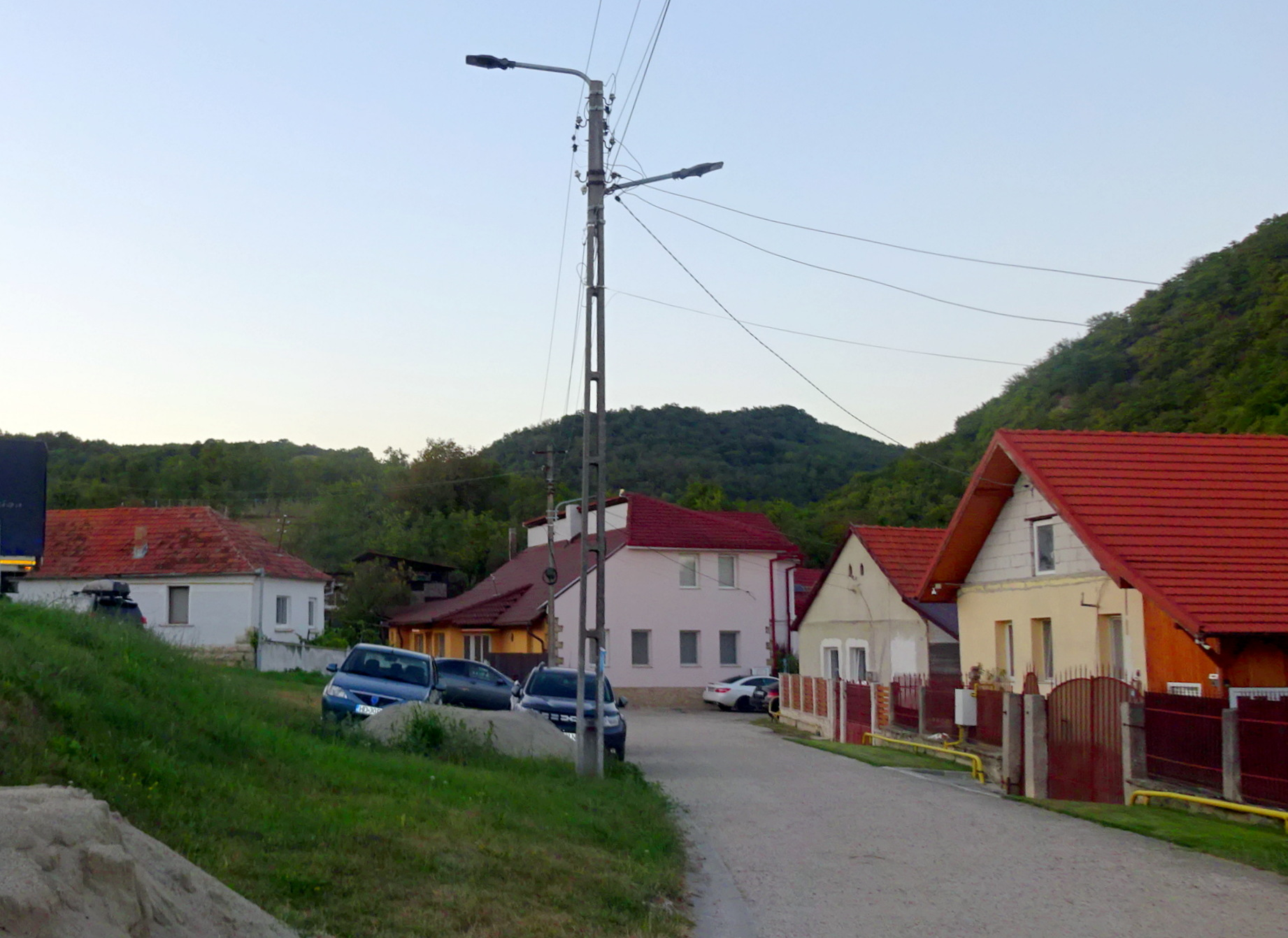
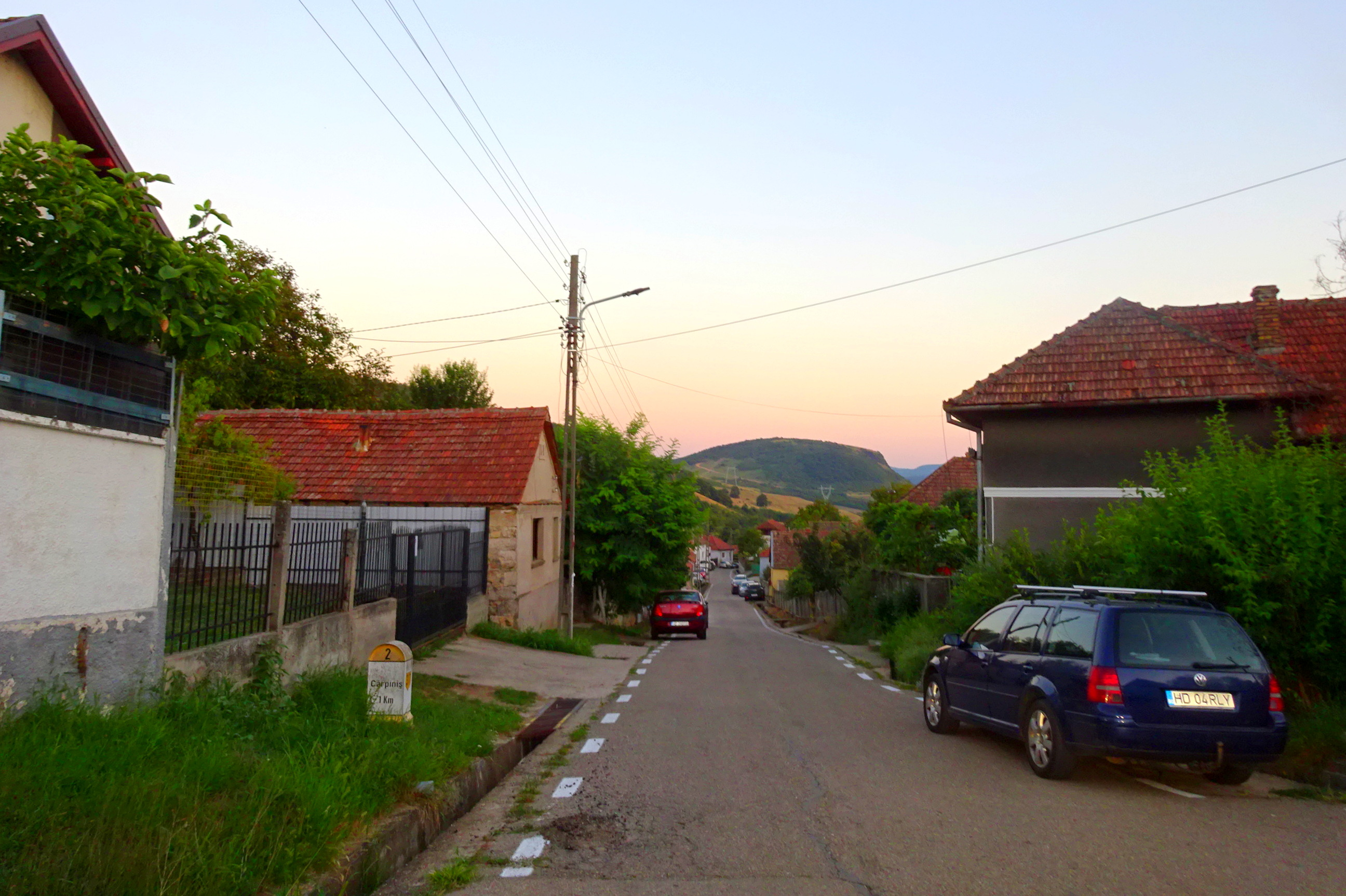
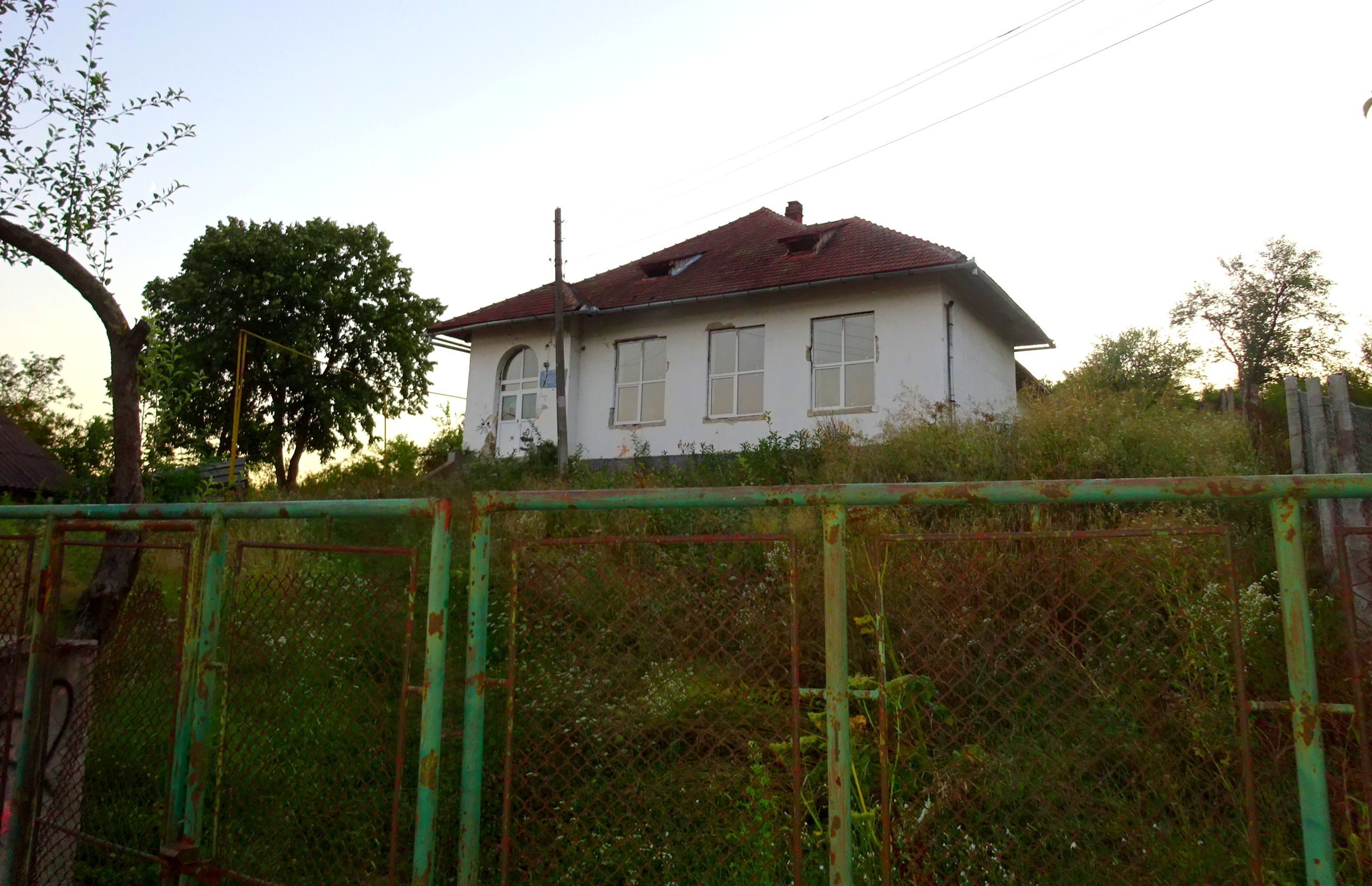
Școala
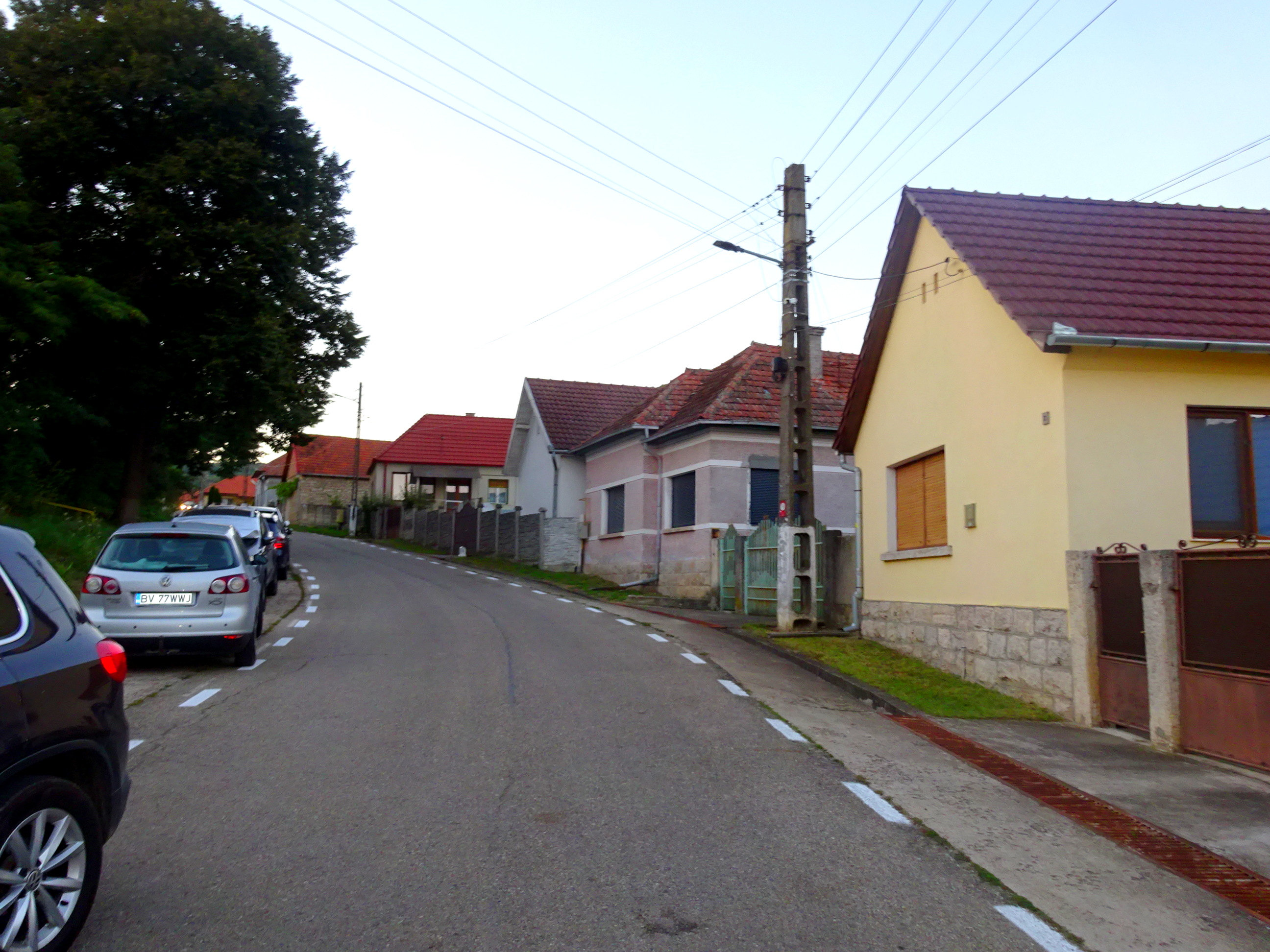